# Limba (grupa etniczna)
Limba – lud afrykański w Sierra Leone. Stanowi czwartą co do wielkości grupę etniczną w kraju, z 6,6% populacji Sierra Leone (około 450 tys. członków). 
Limba to grupa rdzennych mieszkańców Sierra Leone, mówiąca różnymi dialektami języka limba, z podgrupy języków atlantyckich. Zamieszkują głównie Północną Prowincję, szczególnie Dystrykt Bombali, Dystrykt Koinadugu i Dystrykt Kambia. Podczas epoki kolonialnej w Sierra Leone tysiące Limba migruje do stolicy Freetown i jej dzielnicy zachodniej, gdzie są obecni do dzisiaj. W XVI, XVII i XVIII w. wielu mieszkańców Limba zostało przetransportowanych do Ameryki Północnej jako niewolnicy. 
Limba to głównie rolnicy, handlowcy i myśliwi, którzy mieszkają w rejonach sawanny i leśnych obszarach na północy Sierra Leone.